# Rete tranviaria di Tenerife
La rete tranviaria di Tenerife (tranvía de Tenerife in spagnolo) è un sistema di linee tranviarie urbane a servizio dell'area metropolitana di Santa Cruz de Tenerife, unico tracciato su ferro delle isole Canarie. È composta da due linee.
È gestita dalla società Metropolitano de Tenerife (MTSA). Il capitale sociale di questa impresa è posseduto all'80% dal Consiglio dell'Isola, al 14% da Tenemetro - a sua volta joint venture fra la francese Transdev e le società costruttrici Ineco (Spagna) e Somague (Portogallo), e al 6% dalla banca Caja General de Ahorros de Canarias.

## Storia
Tra il 1901 e il 1951 sull'isola di Tenerife operò una linea tranviaria all'interno dell'area urbana di Santa Cruz poi estesa fino alla vicina città di Tacoronte.
Alla fine del XX secolo, il consiglio dell'isola (Cabildo) ha valutato la possibilità di riproporre il tram nell'ambito del rinnovo del sistema di trasporto pubblico locale. I lavori sono iniziati nel 2004. La Alstom ha fornito gradualmente i primi venti esemplari del suo Citadis.
La prima linea, fra La Trinidad e Plaza de Espana, è stata inaugurata il 2 giugno 2007. La seconda linea è stata invece aperta il 30 maggio 2009 unendo La Cuesta a Tincer.

## Caratteristiche
| Unknown route-map component "STR+l_red" | Unknown route-map component "STR+r_red" |  |

| Unknown route-map component "BHF_red" | Unknown route-map component "BHF_red" |  |

| Unknown route-map component "BHF_red" | Unknown route-map component "KBHFe_red" |  |

| Unknown route-map component "BHF_red" |

| Unknown route-map component "BHF_red" |  | Urban head station |

| Unknown route-map component "BHF2_red" | Unknown route-map component "STRc3_red" + Unknown route-map component "uSTRc2" | Unknown route-map component "uBHF3" |

| Unknown route-map component "STRc1_red" | Unknown route-map component "vSTR+4-_red" + Unknown route-map component "uv-STR+1" + Unknown route-map component "lvINT" | Unknown route-map component "uSTRc4" |

|  | Unknown route-map component "vSTR-_red" + Unknown route-map component "uv-STR" + Unknown route-map component "lvINT" |

| Unknown route-map component "uBHF+l@GG" | Unknown route-map component "d" + Unknown route-map component "uv-STRr" + Unknown route-map component "vSTRl-_red" + Unknown route-map component "ulBHF~R" | Unknown route-map component "d" + Unknown route-map component "lBHF_red" | Unknown route-map component "STR+r red" |

| Unknown route-map component "uSTR+GRZq" |  | Unknown route-map component "STR_red" + Unknown route-map component "GRZq" |

| Urban End station |  | Unknown route-map component "BHF_red" |

|  |  | Unknown route-map component "BHF_red" |

| Unknown route-map component "KBHFa_red" |  | Unknown route-map component "BHF_red" |

| Unknown route-map component "BHF_red" |  | Unknown route-map component "BHF_red" |

| Unknown route-map component "BHF_red" |  | Unknown route-map component "BHF_red" |

| Unknown route-map component "BHF_red" |  | Unknown route-map component "BHF_red" |

| Unknown route-map component "STRl_red" | Unknown route-map component "BHFq_red" | Unknown route-map component "STRr_red" |

Al 2024, la rete è composta da due linee, entrambe a doppio binario, a scartamento ordinario da 1435 mm ed elettrificate a 750 volt in corrente continua:
- linea 1, tra La Trinidad di San Cristóbal de La Laguna e Plaza de España e l'Intercambiador de Transportes di Santa Cruz de Tenerife;
- linea 2, tra La Cuesta, quartiere di San Cristóbal, a Tincer, quartiere di San Cruz.

## Materiale rotabile
La rete è servita da 26 tram a cinque casse Alstom Citadis 302 lunghi 32 metri. Le vetture sono bidirezionali, ovvero possono essere guidate in entrambe le direzioni, eliminando così la necessità di un anello di ritorno ai capolinea.
Le vetture sono state costruite nello stabilimento Alstom di  Santa Perpètua de Mogoda, nei pressi di Barcellona, in Catalogna, Spagna.

## Depositi
La rete dispone di un unico deposito nella quale sono situate le officine, rimessa al coperto, il parcheggio per i dipendenti e un anello di prova per le vetture. Il deposito è in carretera General La Cuesta - Taco. Vi è anche un ingresso da calle Santa Amelia.